# Az Előre FC Békéscsaba 2002–2003-as szezonja
Az Előre FC Békéscsaba a 2002-2003-as NB I-es szezonban újoncként az osztályban maradásért küzdött sikerrel, mert a 10. helyen végzett és az utolsó, bentmaradást érő hely lett az övék. A kupában a nyolcaddöntőbe jutottak, ahol a Matáv Sopron állította meg őket. Érdekesség még, hogy a bajnokság alatt négy edzőt „fogyasztott” el a klub és 28 játékos szerepelt a lila-fehér együttesben.

## A szezon áttekintése
A békéscsabai csapat ebben az idényben 32 mérkőzésen lépett pályára a Borsodi Ligában. E mérkőzésekből 9 zárult sikerrel, 5 döntetlennel 18 vereség mellett. A Gólarány pedig 42–71 volt, ami elég szellős védekezésre utal. Sok találkozón kaptak 3 gólt vagy még annál is többet. De voltak pozitívabb mérkőzések is, például a Ferencvárosi TC legyőzése, vagy a Kispest-Honvéd elleni kiütéses győzelem. A pozitívumot még az is jelzi, hogy háromszor is volt csabai labdarúgóa a forduló játékosa. Valentin Miculescu, az 5. fordulóban, Keresztúri András, a 13. fordulóban, és Megyesi László pedig a 23. fordulóban volt a teljes magyar mezőny legjobbja. A viharsarki gárda 58 sárga, és 2 piros lap begyűjtésével a mezőny egyik legsportszerűbb klubja volt. 30 játékos volt nevezve a bajnokságban és ebből 3 kivételével, azaz 27 labdarúgó kapott játéklehetőséget a mesterektől. A Magyar Kupában a 64 között a Nyírkarász csapatával találkoztak és eléggé megnehezítette a Szabolcs-Szatmár-Bereg megyei kiscsapat az Előre FC dolgát, hiszen 3–3-as döntetlen után, csak tizenegyesekkel jutottak túl a nyírségi túrán. Majd következett a 16 közé jutásért a Pécsi MFC, ahol szintén nem volt könnyű a továbbjutás, mert a Baranya megyei csapat (a későbbi NB I B-s bajnokság aranyérmese), igencsak megnehezítette a dolgukat, mert az 1–1-es rendes végeredmény után a hosszabbításban Keresztúri András góljával jutottak tovább a nyolcaddöntőbe. Itt már NB I-es (Borsodi Liga) együttessel találkoztak a Matáv Sopron személyében, és Majoros Árpád 24. percben szerzett találatával a Győr-Moson-Sopron megyei klub jutott a negyeddöntőbe, és ezzel a Békéscsaba kiesett a Magyar Kupából.

## Események

### Ősz
- 2002. július 10. - A Makó FC elleni - a Kórház utcai stadion gyeptéglázása miatt Békésen rendezett - edzőmérkőzésen mutatkozott ba az együttesben két új szerzemény, a brazil Ademar Braga, valamint a bosnyák Duško Grujić.
- 2002. július 18. - A békéscsabai együttes újabb délszláv játékost igazolt, a szerb középpályást, Željko Gavrilovićot.
- 2002. július 19. - Horvátországi nyaralása közben elhunyt Dénes Zoltán, az Előre FC Kft. egyik tulajdonosa. Bár Varga Zoltán, a BTK-Bükfürdő kapusa elígérkezett, sőt szerződést is kötött a klubbal, végül visszavonta a megállapodást, és visszatért a Vas megyei NB I B-s csapathoz. Pótlására az együttes egy nappal később leigazolta a BKV Előre SC kapusát, Tímár Jánost.
- 2002. augusztus 8. - A csabaiak leigazolták az UTA Aradtól Valentin Miculescut, aki az előző szezonban a román másodosztályban 14 találattal a harmadik lett a góllövőlistán.
- 2002. augusztus 15. - Megérkezett Duško Grujić játékengedélye Kínából.
- 2002. augusztus 23. - Egy nappal a Kispest-Honvéd elleni bajnoki mérkőzés előtt gyakorlatilag lemondott Pásztor József, a csabaiak vezetőedzője. A szakember azzal indokolta a döntést, hogy a játékosok megsértették őt - hét közepén arról érkeztek hírek, hogy a labdarúgók sztrájkoltak, de ezt az értesülést a klubnál cáfolták -, és kijelentette, hogy a szombati találkozón nemhogy nem ül le a kispadra, de még kis sem látogat a stadionba. Pásztorral három vereséget szenvedett a csapat a bajnokságban.
- 2002. augusztus 24. - Sikesdi Gábor, az addigi másodedző lett a Kispest elleni mérkőzésre a Békéscsaba ideiglenes vezetőedzője. A helyzet érdekessége, hogy Sikesdi játékosként nyolc szezont töltött a Budapest Honvéd FC-nél, és a megszerzett hat bajnoki címmel a klub legeredményesebb labdarúgója. A találkozón a csapat megszerezte idei első győzelmét, 4–0-ra nyert, Valentin Miculescu három gólt szerzett.
- 2002. augusztus 26. - Garamvölgyi Lajos lett a csapat vezetőedzője, az egykor Debrecenben nagy sikereket elért szakember egyéves szerződést kötött a viharsarkiakkal. Garamvölgyi egyik segítője Sikesdi Gábor maradt, míg a másik pályaedzője Zsolnai Lajos lett. A tulajdonosok egy évvel meghosszabbították Kerekes I. Györgyné ügyvezető igazgató szerződését is.
- 2002. szeptember 4. - A Békéscsaba jutott be elsőként a Magyar Kupa 32 legjobb csapata közé, miután az előrehozott mérkőzésen tizenegyesekkel legyőzte a Nyírkarászt.
- 2002. szeptember 6. - Belvon Attila helyett Oláh Imre lett a csapat technikai vezetője. Az egykori csabai labdarúgó, Belvon a nyáron tért vissza vezetőként az Előréhez, és akkor éppen Oláh Imrét váltotta e poszton.
- 2002. október 19. - A Debrecenben elszenvedett megalázó (6–1-es) vereség után az elkeseredett és dühös szurkolók Szeghalomnál feltartóztatták és megdobálták a csapat buszát, majd Körösladányban is megállították a járművet, ám ekkor már a telefonon értesített rendőrök is megérkeztek, igazoltattak mindenkit, és lecsillapították a kedélyeket.
- 2002. október 26. - A csapat légiósa, Ademar Braga súlyosan megsérült Győrben, a Győri ETO FC elleni bajnoki mérkőzésen. A brazil játékost kórházba szállították, ahol megállapították, hogy eltört a bokája és a szárkapocscsontja. A csapat 5–2-re veszített, és zsinórban a nyolcadik vereséget szenvedte el. E nyolc találkozón a csabaiak gólkülönbsége 8–29 volt...
- 2002. október 31. - Szerződést bontott a klub Sikesdi Gábor másodedzővel, így Garamvölgyi Lajos mellett Zsolnai Lajos egyedül maradt pályaedző. A sérült Braga hazautazott Brazíliába, azért, hogy ott műtsék meg a lábát.
- 2002. november 2. - A 35. születésnapját ünneplő Keresztúri András vezérletével és három góljával megszerezte a bajnokságban a második győzelmét a csapat.
- 2002. november 8. - Megszerezte szezonbeli első idegenbeli győzelmét a csabai gárda, amely Keresztúri András góljával - nagy meglepetésre - 1–0-ra nyert a Ferencvárosi TC otthonában.

### Tavasz
- 2003. január 8. - Közös megegyezéssel szerződést bontott a klubbal Gabala Krisztián, aki a Rákospalotai EAC-hoz igazolt.
- 2003. január 20. - Edzésbe állt a csapat házi gólkirálya, Keresztúri András, akinek nemrég eltávolították a csavarokat a korábban eltört lábából.
- 2003. január 25. - Kiderült, hogy a csapat nem utazik el a tervezett olaszországi edzőtáborba, mivel szóbeli ígéreteket és a faxon ajánlott feltételek eltértek egymástól. A kft. vezetői emiatt lemondták az utazást.
- 2003. február 19. - Az Orosháza elleni felkészülési mérkőzésen pályára lépett a klub újonnan igazolt játékosa, Schindler Szabolcs, aki másfél évig a lila-fehéreket erősítette. Ademar Bragától viszont elköszöntek, a válás oka, hogy Braga nem volt hajlandó Magyarországon gyógykezeltetni magát.
- 2003. március 31. - A gyenge szereplés miatt a klub elöljárói menesztették a csapat vezetőedzőjét, Garamvölgyi Lajost. A tréner utóda Supka Attila lett, akinek ez az első szereplése edzőként a magyar élvonalban. A játékosként a Budapest Honvéd FC, a Debreceni VSC, az Újpest Dózsa és a Videoton FCF mezét is viselő Supka pályaedzője Németh Zoltán lett.
- 2003. április 5. - Vereséggel kezdte vezetőedzői szereplését Supka Attila a békéscsabai kispadon: hazai pályán 3–0-ra kapott ki a csapat a Debreceni VSC-től.
- 2003. április 12. - Megyesi László három gólt szerzett a Kispest-Honvéd elleni alsóházi rangadón, amelyet csapata ezzel 3–1-re nyert meg, s így elmozdult az utolsó helyről. 2010-ben aztán kiderült, hogy a mérkőzés bundameccs volt, a Honvéd 25 000 eurót kapott a vereségért.[1]
- 2003. április 19. - Újabb fontos mérkőzést nyertek meg Supka Attila tanítványai. A lila-fehérek a Dunaferr SE otthonában arattak 4–0-s győzelmet.
- 2003. május 1. - A korábbi tervekkel ellentétben mégsem óvta meg a Videoton FC Fehérvár elleni mérkőzését a Békéscsaba. Az ok az lett volna, hogy Kóczián Ferenc jogosulatlanul szerepelt a piros-kékek színeiben, de a csabai vezetők később úgy döntöttek, inkább a pályán szeretnék kiharcolni a bennmaradást.
- 2003. május 23. - A csapat soproni sikerének köszönhetően biztossá vált, hogy a Békéscsaba a következő szezonban is az első osztályban indulhat.
- 2003. június 3. - Meghosszabbították a Supka Attila, Németh Zoltán edzőpáros szerződését, így a két tréner kettő plusz egy évig Békéscsabán maradt.

## Békéscsabai alkalmazásban

### Vezetőség
Ügyvezető igazgató
- Kerekes I. Győrgyné

Technikai Vezető
- Belvon Attila  (2002. szeptember 6-ig)
- Oláh Imre (2002. szeptember 6-tól)

Ügyintéző
- Hankó Éva (ősszel)
- Nagy Judit (tavasszal)

Adminisztrátor
- Vándor Andrea (ősszel)
- Lévai Anita (tavasszal)

### Szakmai stáb
Vezetőedző
- Pásztor József (2002. augusztus 23-ig)
- Sikesdi Gábor (megbízott vezetőedző 2002. augusztus 24-én)
- Garamvölgyi Lajos (2002. augusztus 26. - 2003. március 31.)
- Supka Attila (2003. március 31-től)

Edző
- Sikesdi Gábor (2002. október 31-ig)
- Zsolnai Lajos (2002. augusztus 26. - 2003. március 31.)
- Németh Zoltán (2003. március 31-től)

Kapusedző és a juniorcsapat edzője
- Silviu Iorgulescu

Csapatorvos
- dr. Dányi József

Masszőr
- Baukó András
- Erdélyi Lajos

### Felnőtt csapat
| #  |              | Poszt | Név                |
| -- | ------------ | ----- | ------------------ |
| 1  | Magyarország | K     | Fekete Róbert      |
| 22 | Magyarország | K     | Kurucz Ferenc      |
| #  | Magyarország | K     | Matkó Zsolt        |
| 2  | Magyarország | V     | Futaki Krisztián   |
| 3  | Magyarország | V     | Bujáki József      |
| 4  | Magyarország | V     | Valentényi Viktor  |
| 5  | Magyarország | V     | Gabala Krisztián   |
| 13 | Magyarország | V     | Udvari Szabolcs    |
| 18 | Jugoszlávia  | V     | Grujić, Duško      |
| 20 | Brazília     | V     | Braga, Ademar      |
| 21 | Magyarország | V     | Fehér Zsolt        |
| 24 | Magyarország | V     | Brlázs Gábor       |
| 36 | Magyarország | V     | Schindler Szabolcs |
| #  | Magyarország | V     | Czipó Péter        |
| 6  | Magyarország | KP    | Megyesi László     |

| #  |              | Poszt | Név                          |
| -- | ------------ | ----- | ---------------------------- |
| 7  | Magyarország | KP    | Szilveszter Ferenc           |
| 8  | Magyarország | KP    | Szoboszlai Imre              |
| 11 | Magyarország | KP    | Szeverényi Péter             |
| 17 | Magyarország | KP    | Bánföldi Zoltán              |
| 19 | Jugoszlávia  | KP    | Gavrilović, Željko           |
| 23 | Magyarország | KP    | Vincze Zoltán                |
| 28 | Magyarország | KP    | Lapsánszki Tamás             |
| 30 | Magyarország | KP    | Cseke László                 |
| #  | Magyarország | KP    | Kovács Norbert               |
| #  | Magyarország | KP    | Szabó Sándor                 |
| #  | Magyarország | KP    | Ursz József                  |
| 9  | Magyarország | CS    | Hoffmann Richárd (labdarúgó) |
| 10 | Magyarország | CS    | Keresztúri András            |
| 14 | Magyarország | CS    | Tóth György                  |
| #  | Románia      | CS    | Miculescu, Valentin          |

## Mérkőzések

### Borsodi Liga
| 1. forduló 2002. július 27. |

| Előre FC Békéscsaba                   | 2 – 4   | Győri ETO                                             |
| ------------------------------------- | ------- | ----------------------------------------------------- |
| Szilveszter 3' Megyesi 62' Futaki 31' | (1 – 1) | Herczeg 43' 68' Nagy 56' Nyicsenko 90+2' Baranyai 11' |

| Kórház utcai stadion, Békéscsaba Nézőszám: 7 000 Játékvezető: Bede Ferenc (magyar) |

Előre FC Békéscsaba: Fekete R. - Gabala, Futaki, Fehér Zs., Vincze Z. - Bánföldi (Hoffmann 59.), Braga (Keresztúri 82.), Udvari Sz. (Brlázs 69.) - Szilveszter, Gavrilovic, Megyesi. Edző: Pásztor József.
Győri ETO FC: Sebők Zs. - Böjte, Stark, Baranyai - Peric (Mracskó 72.), Lakos (Jovanovic 68.), Szanyó, Németh N. - Herczeg M. (Semeník 78.), Nicsenko, Nagy T. Edző: Tamási Zsolt.
| 2. forduló 2002. október 23. |

| Zalaegerszegi TE                         | 4 – 2   | Előre FC Békéscsaba         |
| ---------------------------------------- | ------- | --------------------------- |
| Faragó 17' Vincze 32' Sabo 83' Csóka 90' | (2 – 0) | Keresztúri 77' Hoffmann 78' |

| ZTE Aréna, Zalaegerszeg Nézőszám: 4 500 Játékvezető: Ábrahám Attila (magyar) |

- Elhalasztott mérkőzés.

Zalaegerszegi TE FC: Turi - Kocsárdi, Urbán, Budisa, Szamosi - Vincze O., Ljubojevic (Sabo 67.), Balog Cs., Egressy - Faragó (Koplárovics 60.; Csóka 81.), Kenesei K. Edző: Simon Antal.
Előre FC Békéscsaba: Fekete R. - Lapsánszki (Szabó S. 65.), Braga, Gabala, Vincze Z. (Hoffmann 76.) - Szeverényi, Szilveszter, Udvari Sz., Megyesi - Tóth Gy. Keresztúri. Edző: Garamvölgyi Lajos.
| 3. forduló 2002. augusztus 10. |

| Előre FC Békéscsaba        | 0 – 2               | Ferencváros                                |
| -------------------------- | ------------------- | ------------------------------------------ |
| Udvari 11′, 89′ Gabala 44' | (0 – 0) Jegyzőkönyv | Gyepes 55' Szili 90' Lipcsei 44' Kapič 75' |

| Kórház utcai stadion, Békéscsaba Nézőszám: 12 000 Játékvezető: Juhos Attila (magyar) |

Előre FC Békéscsaba: Fekete R. - Fehér Zs. (Keresztúri 76.), Gabala, Udvari Sz., Bujáki - Szilveszter, Braga (Szeverényi 50.(, Bánföldi, Megyesi (Miculescu 61.), Vincze Z. - Gavrilovic. Edző: Pásztor József.
Ferencvárosi TC: Szűcs L. - Vukmir, Dragóner, Gyepes - Kriston, Kapic (Cheregi 84.), Lipcsei, Szkukalek - Gera, Jovic (Andone 64.), Leandro (Szili 72.). Edző: Garami József.
| 4. forduló 2002. augusztus 17. |

| Siófok FC                                          | 4 – 1   | Előre FC Békéscsaba      |
| -------------------------------------------------- | ------- | ------------------------ |
| Gaál 28' Szabó 31' Usvat 34' Kuttor 63' Kovács 65' | (3 – 1) | Miculescu 38' Vincze 77' |

| Révész Géza utcai stadion, Siófok Nézőszám: 2 500 Játékvezető: Drucskó János (magyar) |

Siófok FC: Németh G. - Szalai Cs., Kuttor, Koller - Grósz (Soós 84.), Erős K. (Juhász T. 62.), Kovács P., Gaál L. - Schultz (Sipeki 56.), Szabó Cs., Usvat. Edző: Csank János.
Előre FC Békéscsaba: Fekete R. - Fehér Zs. (Valentényi 70.), Grujic, Gabala, Bujáki (Tóth Gy. 46.) - Cseke, Bánföldi, Megyesi, Vincze Z. - Szilveszter, Miculescu (Gavrilovic 61.). Edző: Pásztor József.
| 5. forduló 2002. augusztus 24. |

| Előre FC Békéscsaba                           | 4 – 0   | Kispest–Honvéd                                |
| --------------------------------------------- | ------- | --------------------------------------------- |
| Miculescu 30' 45' 87' Bánföldi 52' Grujić 61' | (2 – 0) | Pandur 23' 70' Kaszás 33' Sasu 78′ Balint 87' |

| Kórház utcai stadion, Békéscsaba Nézőszám: 4 000 Játékvezető: Ábrahám Attila (magyar) |

Előre FC Békéscsaba: Fekete R. - Bánföldi, Fehér Zs., Gabala, Bujáki (Megyesi 64.) - Cseke L. (Szeverényi 72.), Grujic, Szilveszter, Vincze Z. - Hoffmann (Tóth Gy. 76.), Miculescu. Edző: Sikesdi Gábor.
Kispest-Honvéd: Horváth G. - Babos Á. (Kaszás 46.), Pandur, Dulca, Takács Z. - Torghelle, Piroska (Hercegfalvi 46.), Dubecz, Balint, Laczkó (Téger 43.) - Sasu. Edző: Gujdár Sándor.
| 6. forduló 2002. augusztus 31. |

| Előre FC Békéscsaba     | 0 – 2   | Videoton            |
| ----------------------- | ------- | ------------------- |
| Bánföldi 58' Gabala 78' | (0 – 0) | Gajić 46' Hamar 69' |

| Kórház utcai stadion, Békéscsaba Nézőszám: 4 500 Játékvezető: Fábián Mihály (magyar) |

Előre FC Békéscsaba: Fekete R. - Bánföldi, Fehér Zs., Gabala, Udvari Sz. - Cseke L. (Szeverényi 74.), Szilveszter, Grujic (Megyesi 66.), Vincze Z. - Hoffmann (Gavrilovic 66.), Miculescu. Edző: Garamvölgyi Lajos.
Videoton FC Fehérvár: Végh - Tímár, Pomper, Stanojevic, Vasas - Némedi, Csató S. (Szalai T. 90.), Monye, Róth - Terjék (Gajic 46.), Hamar (Tóth B. 79.). Edző: Várhidi Péter.
| 7. forduló 2002. szeptember 15. |

| FC Sopron                          | 3 – 1   | Előre FC Békéscsaba        |
| ---------------------------------- | ------- | -------------------------- |
| Tóth M. 17' Somogyi 27' Sira 90+2' | (2 – 1) | Megyesi 24' (11-esből) 73' |

| Káposztás utcai Stadion, Sopron Nézőszám: 2 200 Játékvezető: Kassai Viktor (magyar) |

Matáv FC Sopron: Farkas B. - Horváth R., Szabados J., Tóth A. - Orabinec (Fehér Z. 69.), Csiszár, Pintér Z., Somogyi J., Tóth I. (Perger 61.) - Tóth M., Tiber (Sira 56.). Edző: Komjáti András.
Előre FC Békéscsaba: Fekete R. - Valentényi, Gabala, Udvari Sz. - Szeverényi, Fehér Zs., Grujic (Cseke L. 46.), Szilveszter, Megyesi (Vincze Z. 80.) - Gavrilovic, Miculescu (Hoffmann 80.). Edző: Garamvölgyi Lajos.
| 8. forduló 2002. szeptember 21. |

| Előre FC Békéscsaba                   | 1 – 3   | Dunaferr SE                |
| ------------------------------------- | ------- | -------------------------- |
| Miculescu 60' Grujić 44' Udvari 90+2' | (0 – 1) | Lengyel 25' Alex 67' 90+3' |

| Kórház utcai stadion, Békéscsaba Nézőszám: 3 000 Játékvezető: Kiss Béla (magyar) |

Előre FC Békéscsaba: Fekete R. - Fehér Zs., Gabala, Udvari Sz. - Szilveszter, Vlanetényi (Grujic 21.), Cseke L. (Bánföldi 77.), Megyesi (Hoffmann 76.), Vincze Z. - Miculescu, Keresztúri. Edző: Garamvölgyi Lajos.
Dunaferr SE: Bita - Salamon, Éger, Kiss Gy. - Bükszegi (Nikolov 68.), Jäkl, Zováth, Lengyel (Balaskó 90.), Buzás (Csehi T. 78.) - Horváth P., Alex. Edző: Tornyi Barnabás.
| 9. forduló 2002. szeptember 28. |

| MTK Hungária                                   | 3 – 0   | Előre FC Békéscsaba |
| ---------------------------------------------- | ------- | ------------------- |
| Ferenczi 2' Zavadszky 42' 51' Jezdimirović 33' | (2 – 0) | Bánföldi 32'        |

| Hidegkuti Nándor Stadion, Budapest Nézőszám: 1 000 Játékvezető: Bede Ferenc (magyar) |

MTK Hungária FC: Hajdu - Molnár Z., Komlósi, Elek, Füzi Á. - Czvitkovics, Zavadszky (Madar Cs. 56.), Jezdimirovic (Andronic 46.), Rednic - Ferenczi, Illés (Némethy 86.). Edző: Egervári Sándor.
Előre FC Békéscsaba: Fekete R. - Lapsánszki, Gabala, Udvari Sz., Szeverényi - Bánföldi, Cseke L. (Hoffmann 71.), Megyesi, Vincze Z. - Miculescu (Tóth Gy. 71.), Keresztúri. Edző: Garamvölgyi Lajos.
| 10. forduló 2002. október 6. |

| Előre FC Békéscsaba | 1 – 3   | Újpest                                                   |
| ------------------- | ------- | -------------------------------------------------------- |
| Keresztúri 15'      | (1 – 2) | Horváth 10' 33' Poljaković 55' Korolovszky 59' Kunzo 83' |

| Kórház utcai stadion, Békéscsaba Nézőszám: 5 000 Játékvezető: Hajdó Attila (magyar) |

Előre FC Békéscsaba: Fekete R. - Szilveszter, Gabala, Udvari Sz. - Szeverényi (Cseke L. 57.), Braga (Miculescu 57.), Lapsánszki (Hoffmann 77.), Gavrilovic, Vincze Z. - Tóth Gy., Keresztúri. Edző: Garamvölgyi Lajos.
Újpest FC: Vlaszák - Tamási Z., Korolovszky, Juhár - Poljakovic, Kunzo, Tokody (Szélesi 83.), Farkas B. (Simek 64.), Rósa H. - Horváth F. (Sloncík 88.), Kovács Z. Edző: Szabó András.
| 11. forduló 2002. október 19. |

| Debreceni VSC                                             | 6 – 1   | Előre FC Békéscsaba                              |
| --------------------------------------------------------- | ------- | ------------------------------------------------ |
| Bajzát 7' Șumudică 8' 22' 60' 78' Sketiani 68' Sándor 86' | (3 – 0) | Tóth 58' Fekete 30' Keresztúri 35' Miculescu 40' |

| Oláh Gábor utcai stadion, Debrecen Nézőszám: 5 000 Játékvezető: Világi Balázs (magyar) |

Debreceni VSC - MegaForce: Tomic - Kiss Z., Máté P., Flávio Pim (Hanák 46.), Selymes - Dombi (Bernáth Cs. 69.), Habi, Sándor T., Böőr (Sketiani 46.) - Şumudică, Bajzát. Edző: Szentes Lázár.
Előre FC Békéscsaba: Fekete R. - Lapsánszki, Gabala, Udvari Sz., Vincze Z. - Cseke L. (Szabó S. 42.), Szilveszter, Megyesi (Hoffmann 79.) - Tóth Gy., Miculescu (Gavrilovic 85.), Keresztúri. Edző: Garamvölgyi Lajos.
| 12. forduló 2002. október 26. |

| Győri ETO                                               | 5 – 2   | Előre FC Békéscsaba                                |
| ------------------------------------------------------- | ------- | -------------------------------------------------- |
| Szanyó 12' 16' Hucika 35' Karabatić 40' Baumgartner 84' | (4 – 1) | Braga 28' Keresztúri 74' Gabala 59' Szeverényi 78' |

| Rába ETO Stadion, Győr Nézőszám: 1 500 Játékvezető: Erdős József (magyar) |

Győri ETO FC: Sebők Zs. - Böjte, Karabatic, Baranyai - Németh N., Jovanovic (Kartelo 72.), Szanyó, Hucika (Regedei 76.) - Peric (Baumgartner 67.), Nicsenko, Weitner. Edző: Tamási Zsolt.
Előre FC Békéscsaba: Fekete R. - Lapsánszki (Miculescu 53.), Gabala, Braga (Gavrilovic 62.), Vincze Z. - Szeverényi, Szilveszter, Udvari Sz., Megyesi - Tóth Gy., Keresztúri (Ursz 88.). Edző: Garamvölgyi Lajos.
| 13. forduló 2002. november 2. |

| Előre FC Békéscsaba               | 3 – 1   | Zalaegerszegi TE            |
| --------------------------------- | ------- | --------------------------- |
| Keresztúri 39' 59' (11-esből) 82' | (1 – 0) | Egressy 50' 27' Szamosi 81' |

| Kórház utcai stadion, Békéscsaba Nézőszám: 2 500 Játékvezető: Saskőy Szabolcs (magyar) |

Előre FC Békéscsaba: Fekete R. - Lapsánszki, Grujic, Szilveszter - Szeverényi, Bánföldi, Gavrilovic (Megyesi 90.), Vincze Z. - Tóth Gy., Miculescu (Hoffmann 88.), Keresztúri (Szabó S. 91.). Edző: Garamvölgyi Lajos.
Zalaegerszegi TE: Turi - Kocsárdi, Urbán, Budisa, Szamosi - Babati (Sabo 67.), Molnár B., Balog Cs., Egressy - Faragó (Koplárovics 75.), Kenesei K. Edző: Simon Antal.
| 14. forduló 2002. november 8. |

| Ferencváros | 0 – 1               | Előre FC Békéscsaba               |
| ----------- | ------------------- | --------------------------------- |
| Gyepes 57'  | (0 – 0) Jegyzőkönyv | Keresztúri 73' 50' Lapsánszki 18' |

| Üllői út, Budapest Nézőszám: 8 000 Játékvezető: Hajdó Attila (magyar) |

Ferencvárosi TC: Szűcs L. - Vukmir, Dragóner, Gyepes - Bognár Zs., Kapic, Szili (Jovic 71.), Szkukalek - Gera, Tököli, Penksa (Leandro 46.). Edző: Garami József.
Előre FC Békéscsaba: Fekete R. - Lapsánszki, Grujic, Udvari Sz., Szilveszter - Szeverényi (Hoffmann 19.), Tóth Gy., Bánföldi, Vincze Z. - Miculescu (Gavrilovic 84.), Keresztúri (Megyesi 92.). Edző: Garamvölgyi Lajos.
| 15. forduló 2002. november 16. |

| Előre FC Békéscsaba                  | 1 – 1   | Siófok FC                                    |
| ------------------------------------ | ------- | -------------------------------------------- |
| Keresztúri 64' Udvari 32' Grujić 65' | (0 – 0) | Schwarcz 81' Pantic 37' Fülöp 59' Koller 63' |

| Kórház utcai stadion, Békéscsaba Nézőszám: 4 000 Játékvezető: Sápi Csaba (magyar) |

Előre FC Békéscsaba: Fekete R. - Lapsánszki, Grujic, Udvari Sz. - Tóth Gy., Bánföldi, Gavrilovic (Hoffmann 78.), Szilveszter, Vincze Z. - Miculescu, Keresztúri (Megyesi 80.). Edző: Garamvölgyi Lajos.
Siófok FC: Németh G. - Pantic, Kuttor, Pusztai - Sipeki (Erős K. 7.), Schwarcz, Schultz L., Gaál L., Koller (Kovács P. 71.) - Fülöp Z., Filipovic (Szabó Cs. 66.). Edző: Csank János.
| 16. forduló 2002. november 23. |

| Kispest–Honvéd                                            | 2 – 0   | Előre FC Békéscsaba |
| --------------------------------------------------------- | ------- | ------------------- |
| Bárányos 22' Sasu 61' Torghelle 30' Piroska 70' Dulca 74' | (1 – 0) |                     |

| Bozsik József Stadion, Budapest Nézőszám: 3 000 Játékvezető: Arany Tamás (magyar) |

Kispest-Honvéd: Tóth J. - Dulca, Pandur, Mészáros A. - Hercegfalvi (Piroska 46.), Dubecz (Babos Á. 91.), Bárányos, Balint, Takács Z. - Torghelle (Borgulya 58.), Sasu. Edző: Gujdár Sándor.
Előre FC Békéscsaba: Fekete R. - Lapsánszki, Udvari Sz., Bánföldi, Szilveszter - Kovács N. (Szabó S. 79.), Tóth Gy., Gavrilovic (Megyesi 66.), Vincze Z. - Hoffmann, Miculescu (Keresztúri 50.). Edző: Garamvölgyi Lajos.
| 17. forduló 2002. november 30. |

| Videoton           | 1 – 3   | Előre FC Békéscsaba                                                   |
| ------------------ | ------- | --------------------------------------------------------------------- |
| Róth 88' Tímár 35' | (0 – 1) | Gavrilović 31' 72' Keresztúri 49' Bánföldi 38' Udvari 75' Megyesi 90' |

| Sóstói Stadion, Székesfehérvár Nézőszám: 1 110 Játékvezető: Fábián Mihály (magyar) |

Videoton FC Fehérvár: Milinte - Stanojevic, Pomper (Csató S. 52.), Vilotic - Tímár K., Némedi, Dvéri, Vasas - Szalai T. (Sorato 38.), Terjék, Tóth N. (Róth 52.). Edző: Várhidi Péter.
Előre FC Békéscsaba: Fekete R. - Tóth Gy. (Hoffmann 90.), Grujic, Szilveszter, Udvari Sz. - Kovács N., Bánföldi, Lapsánszki, Vincze Z. (Megyesi 75.) - Gavrilovic (Miculescu 91.), Keresztúri. Edző: Garamvölgyi Lajos.
| 18. forduló 2003. március 8. |

| Előre FC Békéscsaba        | 0 – 5   | FC Sopron                                               |
| -------------------------- | ------- | ------------------------------------------------------- |
| Grujić 44′, 67′ Bujáki 58' | (0 – 3) | Sira 8' Bagoly 36' Balaskó 41' Javrujan 81' Somogyi 87' |

| Kórház utcai stadion, Békéscsaba Nézőszám: 3 000 Játékvezető: Szabó Zsolt (magyar) |

Előre FC Békéscsaba: Fekete R. - Schindler, Grujic, Szilveszter - Kovács N., Tóth Gy. (Cseke L. 46.), Lapsánszki (Bujáki 46.), Gavrilovic, Vincze Z. - Keresztúri, Miculescu (Fehér Zs. 69.). Edző: Garamvölgyi Lajos.
Matáv Sopron: Farkas B. - Fehér Z., Lambulic, Tóth A. - Majoros, Lazic, Bagoly (Pintér Z. 80.), Somogyi J., Balaskó - Tóth M., Sira (Javrujan 72.). Edző: Komjáti András.
| 19. forduló 2003. március 12. |

| Dunaferr SE                  | 3 – 0   | Előre FC Békéscsaba        |
| ---------------------------- | ------- | -------------------------- |
| Drobnjak 34' 43' Nikolov 61' | (2 – 0) | Kovács 39' Szilveszter 39' |

| Dunaújváros Nézőszám: 3 000 Játékvezető: Sápi Csaba (magyar) |

Dunaferr SE: Bita - Zsók, Pintér A., Vaskó, Csehi T. - Nikolov (Rompos 85.), Klement, Buzás, Báló - Drobnjak (Tamási G. 50.), Lengyel (Lajtos 91.). Edző: Jung József.
Előre FC Békéscsaba: Fekete R. - Schindler, Fehér Zs., Bujáki - Kovács N. (Cseke L. 62.), Szilveszter, Szoboszlai (Gavrilovic 62.), Bánföldi, Vincze Z. - Miculescu, Keresztúri. Edző: Garamvölgyi Lajos.
| 20. forduló 2003. március 15. |

| Előre FC Békéscsaba                                                                         | 2 – 2   | MTK Hungária                                 |
| ------------------------------------------------------------------------------------------- | ------- | -------------------------------------------- |
| Tóth 40' 19' Hoffmann 90+3' Udvari 32' Lapsánszki 64' Grujić 70' Bánföldi 78' Schindler 86' | (1 – 2) | Czvitkovics 20' Carlos 25' Füzi 51' Liţa 82' |

| Kórház utcai stadion, Békéscsaba Nézőszám: 3 000 Játékvezető: Bede Ferenc (magyar) |

Előre FC Békéscsaba: Fekete R. - Schindler, Grujic, Fehér Zs., Udvari Sz. - Tóth Gy. (Gavrilovic 75.), Lapsánszki (Kovács N. 84.), Bánföldi, Vincze Z. - Miculescu (Hoffmann 64.), Keresztúri. Edző: Garamvölgyi Lajos.
MTK Hungária FC: Hajdu - Molnár Z., Komlósi, Elek, Füzi Á. - Zavadszky (Andronic 68.), Jezdimirovic, Czvitkovics (Lita 80.), Rednic (Győri J. 46.) - Illés, W. Silva. Edző: Egervári Sándor.
| 21. forduló 2003. március 22. |

| Újpest                                      | 2 – 0   | Előre FC Békéscsaba        |
| ------------------------------------------- | ------- | -------------------------- |
| Tokody 36' Rósa H. 63' Farkas 27' Simon 90' | (1 – 0) | Grujić 34' Szilveszter 73' |

| Megyeri út, Budapest Nézőszám: 2 446 Játékvezető: Solymosi Péter (magyar) |

Újpest FC: Vlaszák - Németh T., Tamási Z., Juhár, Vanczák - SLoncík (Simon A. 89.), Farkas B., Korolovszky (Simek 64.), Rósa H. - Kovács Z. (Cseri 91.), Tokody. Edző: Szabó András.
Előre FC Békéscsaba: Fekete R. - Fehér Zs., Grujic, Udvari Sz. - Schindler, Lapsánszki (Szilveszter 38.), Bánföldi (Brlázs 82.), Vincze Z. - Tóth Gy. (Hoffmann 69.), Keresztúri, Gavrilovic. Edző: Garamvölgyi Lajos.
| 22. forduló 2003. április 5. |

| Előre FC Békéscsaba  | 0 – 3   | Debreceni VSC                        |
| -------------------- | ------- | ------------------------------------ |
| Grujić 6' Udvari 38' | (0 – 2) | Vincze 27' Șumudică 31' 63' Ilie 80' |

| Kórház utcai stadion, Békéscsaba Nézőszám: 4 000 Játékvezető: Saskőy Szabolcs (magyar) |

Előre FC Békéscsaba: Fekete R. - Schindler, Grujic, Fehér Zs., Bujáki (Hoffmann 64.) - Kovács N., Bánföldi (Cseke L. 53.), Udvari Sz., Vincze Z. - Tóth Gy. (Gavrilovic 76.), Keresztúri. Edző: Supka Attila.
Debreceni VSC - MegaForce: Tomic - Kiss Z. (Bernáth Cs. 62.), Éger, Szekeres T., Selymes - Dombi, Vincze G., Sándor T., Hanák - Ilie (Belényesi 82.), Şumudică (Andorka 80.). Edző: Szentes Lázár.
| 23. forduló (rájátszás) 2003. április 12. |

| Előre FC Békéscsaba                 | 3 – 1   | Kispest–Honvéd                         |
| ----------------------------------- | ------- | -------------------------------------- |
| Megyesi 23' 38' 87' Szilveszter 66' | (2 – 0) | Hercegfalvi 52' Bárányos 66' Hamar 68' |

| Kórház utcai stadion, Békéscsaba Nézőszám: 3 000 Játékvezető: Hajdó Attila (magyar) |

Előre FC Békéscsaba: Fekete R. - Schindler, Fehér Zs., Udvari Sz., Bujáki - Kovács N., Bánföldi (Szilveszter 46.), Megyesi, Vincze Z. - Tóth Gy. (Hoffmann 32.), Keresztúri (Miculescu 65.). Edző: Supka Attila.
Kispest-Honvéd: Tóth J. - Pandur P. (Borgulya 80.), Hrutka, Balogh P. - Mracskó (Sasu 62.), Erős K., Dubecz, Bárányos, Hamar (Zombori 70.) - Torghelle, Hercegfalvi. Edző: Őze Tibor.
| 24. forduló (rájátszás) 2003. április 19. |

| Dunaferr SE | 0 – 4   | Előre FC Békéscsaba                                                    |
| ----------- | ------- | ---------------------------------------------------------------------- |
|             | (0 – 1) | Vincze 16' Kovács 56' Tóth 68' 80' Bánföldi 7' Schindler 40' Fehér 84' |

| Dunaújváros Nézőszám: 2 000 Játékvezető: Drucskó János (magyar) |

Dunaferr SE: Bita - Zsók, Pintér A., Vaskó, Báló (Rozsi 73.) - Nikolov, Medic, Klement (Bükszegi 46.), Buzás - Lengyel, Drobnjak (Rompos 59.). Edző: Jung József.
Előre FC Békéscsaba: Fekete R. - Schindler, Udvari Sz., Fehér Zs., Bujáki - Kovács N. (Szeverényi 82.), Bánföldi, Megyesi, Vincze Z. - Hoffmann (Tóth Gy. 25.), Cseke L. (Miculescu 60.). Edző: Supka Attila.
| 25. forduló (rájátszás) 2003. április 23. |

| Videoton                             | 3 – 0   | Előre FC Békéscsaba         |
| ------------------------------------ | ------- | --------------------------- |
| Dvéri 23' 77' Korsós 39' Tóth N. 53' | (2 – 0) | Tóth Gy. 46' Lapsánszki 48' |

| Sóstói Stadion, Székesfehérvár Nézőszám: 1 000 Játékvezető: Sápi Csaba (magyar) |

Videoton FC Fehérvár: Végh - Szalai T., Vochin, Ristic, Kóczián - Tóth B. (Magasföldi 87.), Pomper (Monye 84.), Dvéri, Tóth N. - Földes G. (Róth 80.), Korsós A. Edző: Bicskei Bertalan.
Előre FC Békéscsaba: Fekete R. - Grujic (Lapsánszki 27.), Fehér Zs., Udvari Sz., Bujáki (Szilveszter 65.) - Kovács N., Bánföldi, Megyesi (Keresztúri 46.), Vincze Z. - Tóth Gy., Cseke L. Edző: Supka Attila.
| 26. forduló (rájátszás) 2003. április 26. |

| Előre FC Békéscsaba                                       | 2 – 2   | FC Sopron                                                             |
| --------------------------------------------------------- | ------- | --------------------------------------------------------------------- |
| Hoffmann 11' Tóth 20' Bujáki 13' Udvari 22' Schindler 65' | (2 – 0) | Somogyi 61' Javrujan 67' Fehér 25' Tóth A. 33' Pintér 65' Balaskó 75' |

| Kórház utcai stadion, Békéscsaba Nézőszám: 2 500 Játékvezető: Szabó Zsolt (magyar) |

Előre FC Békéscsaba: Fekete R. - Schindler, Fehér Zs., Udvari Sz., Bujáki - Kovács N., Cseke L. (Szilveszter 70.), Bánföldi, Vincze Z. - Hoffmann (Keresztúri 52.), Tóth Gy. (Gavrilovic 57.). Edző: Supka Attila.
Matáv Sopron: Farkas B. - Szabados J., Lambulic, Tóth A. - Fehér Z. (Balaskó 46.; Bagoly 80.), Lazic, Pintér Z., Somogyi J., Majoros - Sira (Javrujan 57.), Tóth M. Edző: Komjáti András.
| 27. forduló (rájátszás) 2003. május 3. |

| Zalaegerszegi TE                                            | 3 – 0   | Előre FC Békéscsaba     |
| ----------------------------------------------------------- | ------- | ----------------------- |
| Kenesei 9' Egressy 50' Szabó 55' 63' Csóka 85' Kocsárdi 89' | (1 – 0) | Grujić 39' Vincze 90+1' |

| ZTE Aréna, Zalaegerszeg Nézőszám: 2 200 Játékvezető: Bede Ferenc (magyar) |

Zalaegerszegi TE FC: Bardi - Kocsárdi, Szabó Z., Csóka, Szamosi - Nagy L., Molnár B., Ljubojevic (Sabo 78.), Koplárovics - Kenesei K. (Gyánó 82.), Egressy (Józsi 69.). Edző: Bozsik Péter.
Előre FC Békéscsaba: Fekete R. - Schindler, Fehér Zs., Grujic, Bujáki - Kovács N., Cseke L. (Keresztúri 46.), Bánföldi, Vincze Z. - Hoffmann (Miculescu 78.), Tóth Gy. (Ursz 61.). Edző: Supka Attila.
| 28. forduló (rájátszás) 2003. május 9. |

| Kispest–Honvéd                           | 1 – 1   | Előre FC Békéscsaba       |
| ---------------------------------------- | ------- | ------------------------- |
| Kovács 12' (öngól) Hamar 22' Erős K. 66' | (1 – 0) | Udvari 64' 88' Bujáki 11' |

| Bozsik József Stadion, Budapest Nézőszám: 970 Játékvezető: Ábrahám Attila (magyar) |

Kispest-Honvéd: Molnár L. - Babos Á., Pandur P., Hrutka - Dubecz, Vadócz (Erős G. 86.), Bárányos (Zombori 68.), Erős K., Balogh P. - Borgulya (Sasu 54.), Hamar. Edző: Szurgent Lajos.
Előre FC Békéscsaba: Fekete R. - Schindler, Fehér Zs., Grujic, Bujáki (Udvari Sz. 46.) - Kovács N., Bánföldi, Megyesi (Cseke L. 71.), Vincze Z. - Tóth Gy., Hoffmann (Miculescu 46.). Edző: Supka Attila.
| 29. forduló (rájátszás) 2003. május 14. |

| Előre FC Békéscsaba                            | 2 – 0   | Dunaferr SE             |
| ---------------------------------------------- | ------- | ----------------------- |
| Miculescu 9' Fehér 16' Udvari 71' Hoffmann 90' | (2 – 0) | Lengyel 18' Nikolov 39' |

| Kórház utcai stadion, Békéscsaba Nézőszám: 3 000 Játékvezető: Sápi Csaba (magyar) |

Előre FC Békéscsaba: Fekete R. - Schindler, Fehér Zs., Grujic, Udvari Sz. - Kovács N., Bánföldi, Megyesi (Cseke L. 69.), Vincze Z. - Miculescu (Keresztúri 50.), Tóth Gy. (Hoffmann 35.). Edző: Supka Attila.
Dunaferr SE: Deli - Zsók, Pintér A. (Csehi T. 46.), Medic, Rozsi - Lajtos, Tamási G., Drobnjak (Rompos 76.), Bükszegi - Nikolov (Buzás 46.), Lengyel. Edző: Jung József.
| 30. forduló (rájátszás) 2003. május 17. |

| Előre FC Békéscsaba      | 1 – 0   | Videoton                |
| ------------------------ | ------- | ----------------------- |
| Schindler 18' Bujáki 90' | (1 – 0) | Tímár 87′ Tóth B. 90+1′ |

| Kórház utcai stadion, Békéscsaba Nézőszám: 2 500 Játékvezető: Hajdó Attila (magyar) |

Előre FC Békéscsaba: Fekete R. - Schindler, Fehér Zs., Grujic, Udvari Sz. - Kovács N., Bánföldi, Cseke L. (Keresztúri 80.), Vincze Z. - Miculescu (Hoffmann 70.), Tóth Gy. (Bujáki 64.). Edző: Supka Attila.
Videoton FC Fehérvár: Végh - Szalai T. (Tímár K. 58.), Vochin, Vilotic, Horváth G. (Némedi 46.) - Tóth B., Ristic, Szabó T., Tóth N. - Földes G. (Terjék 67.), Róth. Edző: Bicskei Bertalan.
| 31. forduló (rájátszás) 2003. május 23. |

| FC Sopron                 | 1 – 3   | Előre FC Békéscsaba                     |
| ------------------------- | ------- | --------------------------------------- |
| Tóth M. 47' 20' Fehér 70' | (0 – 0) | Tóth Gy. 52' 58' Megyesi 73' Udvari 88' |

| Káposztás utcai Stadion, Sopron Nézőszám: 2 000 Játékvezető: Makai János (magyar) |

Matáv FC Sopron: Farkas B. - Horváth R., Szabados J., Tóth A. - Majoros (Orabinec 61.), Fehér Z., Somogyi J., Pintér Z. (Sifter T. 33.), Balaskó - Tóth M., Sira (Javrujan 46.). Edző: Komjáti András.
Előre FC Békéscsaba: Fekete R. - Schindler, Fehér Zs., Grujic, Udvari Sz. - Kovács N., Bánföldi, Cseke L. (Bujáki 69.), Vincze Z. - Miculescu (Megyesi 46.), Tóth Gy. (Hoffmann 74.). Edző: Supka Attila.
| 32. forduló (rájátszás) 2003. május 31. |

| Előre FC Békéscsaba               | 1 – 1   | Zalaegerszegi TE    |
| --------------------------------- | ------- | ------------------- |
| Megyesi 16' (11-esből) Grujić 76' | (1 – 1) | Gyánó 23' Csóka 16' |

| Kórház utcai stadion, Békéscsaba Nézőszám: 3 640 Játékvezető: Ábrahám Attila (magyar) |

Előre FC Békéscsaba: Fekete R. - Valentényi, Fehér Zs., Grujic, Bujáki - Kovács N., Bánföldi, Megyesi (Cseke L. 68.), Vincze Z. - Miculescu (Hoffmann 57.), Tóth Gy. (Keresztúri 70.). Edző: Supka Attila.
Zalaegerszegi TE: Bardi - Kocsárdi, Urbán, Csóka, Szamosi - Nagy L., Molnár B. (Koplárovics 63.), Balog Cs., Ljubojevic - Gyánó (Sabo 88.), Kenesei K. Edző: Bozsik Péter.
Bajnoki végeredmény
- Felsőház

| # | Csapat                  | J  | Gy | D  | V  | Rg | Kg | Gk  | P  | Megjegyzés          |
| - | ----------------------- | -- | -- | -- | -- | -- | -- | --- | -- | ------------------- |
| 1 | MTK Hungária FC         | 32 | 20 | 6  | 6  | 59 | 34 | +25 | 66 | Bajnok              |
| 2 | Ferencvárosi TC         | 32 | 19 | 7  | 6  | 50 | 24 | +26 | 64 | UEFA-kupa           |
| 3 | Debreceni VSC-MegaForce | 32 | 13 | 14 | 5  | 57 | 38 | +19 | 53 | UEFA-kupa           |
| 4 | Újpest FC               | 32 | 15 | 7  | 10 | 54 | 41 | +13 | 52 |                     |
| 5 | Siófok FC               | 32 | 12 | 11 | 9  | 46 | 44 | +2  | 47 |                     |
| 6 | Győri ETO FC            | 32 | 9  | 9  | 14 | 41 | 50 | -9  | 36 | UEFA Intertoto-kupa |

- Alsóház

| #  | Csapat               | J  | Gy | D | V  | Rg | Kg | Gk  | P  | Megjegyzés          |
| -- | -------------------- | -- | -- | - | -- | -- | -- | --- | -- | ------------------- |
| 7  | Zalaegerszegi TE     | 32 | 15 | 8 | 9  | 62 | 49 | +13 | 53 |                     |
| 8  | Videoton FC Fehérvár | 32 | 11 | 7 | 14 | 46 | 41 | +5  | 40 | UEFA Intertoto-kupa |
| 9  | Matáv FC Sopron      | 32 | 9  | 9 | 14 | 47 | 54 | -7  | 36 |                     |
| 10 | Előre FC Békéscsaba  | 32 | 9  | 5 | 18 | 42 | 71 | -29 | 32 |                     |
| 11 | Kispest-Honvéd FC    | 32 | 8  | 5 | 19 | 43 | 66 | -23 | 29 | Kiesett az NB II-be |
| 12 | Dunaferr SE          | 32 | 4  | 8 | 20 | 37 | 72 | -35 | 20 | Kiesett az NB II-be |

### Magyar kupa
32 közé jutásért
| 2002. szeptember 4. |

| Nyírkarász KSE                | 3 – 3   | Előre FC Békéscsaba                                 |
| ----------------------------- | ------- | --------------------------------------------------- |
| Matyi 15' 107' Vajas 35' Vida | (2 – 1) | Keresztúri 26' 104' Fehér 57' 87′ Grujić Tóth 90+5′ |

| Nyírkarász Nézőszám: 800 Játékvezető: Sápi Csaba (magyar) |

Nyírkarász KSE: Pekk - Mándoki, Rákóczi, Vida, Kapin M. - Kapin L. (Tóth T. 96.), Fecsku (Nádasi 105.), Vajas, Tóth L. (Horváth J. 62.) - Matyi, Gazdag A. Edző: Komáromi György.
Előre FC Békéscsaba: Fekete R. - Fehér Zs., Gabala, Udvari Sz. - Cseke L. (Szeverényi 46.), Grujic, Braga, Vincze Z. (Gavrilovic 74.) - Szilveszter (Tóth Gy. 46.), Keresztúri, Megyesi. Edző: Garamvölgyi Lajos.
16 közé jutásért
| 2002. október 9. |

| Pécsi MFC          | 1 – 2   | Előre FC Békéscsaba                                         |
| ------------------ | ------- | ----------------------------------------------------------- |
| Horváth 89' Halász | (0 – 1) | Gavrilović 20' Keresztúri 100' Gabala Lapsánszki Szeverényi |

| Pécs Nézőszám: 400 Játékvezető: Makai János (magyar) |

Pécsi MFC: Sólyom - Halász G., Dienes, Szekeres Zs. - Sipos J., Berdó (Hergenrőder 81.), Márton G., Závoda (Horváth S. 46.), Gaál M. - Horváth Gy., Kokisic (Máté Sz. 61.). Edző: Rónai István.
Előre FC Békéscsaba: Fekete R. - Lapsánszki, Gabala, Udvari Sz., Vincze Z. - Cseke L. (Valentényi 119.), Szilveszter, Gavrilovic (Szeverényi 79.), Megyesi - Miculescu (Hoffmann R. 66.), Keresztúri. Edző: Garamvölgyi Lajos.
Nyolcaddöntő
| 2002. november 26. |

| FC Sopron                           | 1 – 0   | Előre FC Békéscsaba |
| ----------------------------------- | ------- | ------------------- |
| Majoros 24' Csiszár Pintér Szabados | (1 – 0) | Bánföldi Vincze     |

| Káposztás utcai Stadion, Sopron Nézőszám: 1 000 Játékvezető: Szarka Zoltán (magyar) |

Matáv FC Sopron: Farkas B. - Fehér Z., Csiszár, Horváth R. - Bausz (Orabinec 54.), Pintér Z., Majoros, Horváth A. (Szabados J. 70.), Tóth I. - Javrujan (Sira 56.), Tóth M. Edző: Komjáti András.
Előre FC Békéscsaba: Fekete R. - Lapsánszki (Cseke L. 46.), Grujic, Udvari Sz., Bujáki - Kovács N., Bánföldi, Gavrilovic (Szoboszlai 82.), Vincze Z. - Hoffmann R. (Megyesi 82.), Keresztúri. Edző: Supka Attila.

### Nemzetközi barátságos mérkőzések
| 2002. július 31. |

| Előre FC Békéscsaba          | 3 – 3   | Hapoel Acre           |
| ---------------------------- | ------- | --------------------- |
| Hoffmann 50' 56' Megyesi 65' | (0 – 2) | Tal 17' 26' Hazan 80' |

| Gyomaendrőd Nézőszám: 400 Játékvezető: Hrabovszky András (magyar) |

Előre FC Békéscsaba: Kurucz (Tímár J. 46.) - Gabala, Fehér Zs. (Grujic 50.), Valentényi (Braga 46.) - Szeverényi, Brlázs (Szilveszter 77.), Szoboszlai, Udvari Sz., Ursz (Megyesi 62.) - Gavrilovic (Szabó S. 60.), Hoffmann. Edző: Pásztor József.
Hapoel Acre FC: Gomis - Dan, Halahla, Hazan, Suisa - Abu-Tbul (Alhovadi 82.), Dekal, Harel, Djannah - Tal, Benhamuri (Algivari 74.). Edző: ???.
| 2002. augusztus 3. |

| Előre FC Békéscsaba | 0 – 1   | FC Brașov |
| ------------------- | ------- | --------- |
|                     | (0 – 0) | Luca 66'  |

| Békéscsaba Nézőszám: 500 Játékvezető: Andó-Szabó Sándor (magyar) |

Előre FC Békéscsaba: Fekete R. (Tímár J. 46.; Kurucz 67.) - Futaki, Gabala, Udvari Sz. - Szeverényi, Braga (Grujic 67.), Bánföldi, Vincze Z. (Bujáki 55.), Megyesi - Szilveszter (Hoffmann 46.), Gavrilovic. Edző: Pásztor József.
FC Brasov: Dossey (Arcanu 46.) - Stan (Balint 46.), Bodea (Cocan 52.), Niculea - Andrási, Sarmasan, Isaila, Dani, Stere (Stinga 79.) - Onofras (Vasc 36.), Vascko (Luca 46.). Edző: Marius Lacatus.
| 2002. szeptember 24. |

| Előre FC Békéscsaba                                                | 6 – 1   | West Petrom Arad |
| ------------------------------------------------------------------ | ------- | ---------------- |
| Tóth Gy. 11' 16' 50' 82' Szilveszter 20' (11-esből) Gavrilović 29' | (4 – 1) | Anca 41'         |

| Békés Nézőszám: 100 Játékvezető: Andó-Szabó Sándor (magyar) |

Előre FC Békéscsaba: Kurucz (Tímár J. 46.) - Bánföldi (Szabó S. 46.), Fehér Zs., Braga, Futaki (Czipó P. 82.), Lapsánszki, Szilveszter, Grujic, Hoffmann - Tóth Gy., Gavrilovic (Jakab 76.). Edző: Garamvölgyi Lajos.
West-Petrom Arad: Potorec (Leric 46.) - Cioara (Lacsany 46.), Iova (Barta 46.), Rosu (Sirbuj 46.), Serb (Strecicov 46.) - Tisza R. (Bonta 46.), Nadaban (Solomon 46.), Fritea (Ancan 46.), Szász (Sighete 46.) - Gafita (Corsenti 46.), Anca (Gligor 46.). Edző: Tisza Ferenc.
| 2002. október 12. |

| Előre FC Békéscsaba          | 3 – 2   | UTA Arad           |
| ---------------------------- | ------- | ------------------ |
| Tóth Gy. 14' 56' Megyesi 60' | (1 – 0) | Manta 62' Luca 78' |

| Békéscsaba Nézőszám: 300 Játékvezető: Kurucz (magyar) |

Előre FC Békéscsaba: Fekete R. (Kurucz 46.) - Lapsánszki, Czipó P., Udvari Sz., Vincze Z. (Kolarovszki 71.) - Szeverényi (Szoboszlai 46.), Szilveszter (Keresztúri 46.), Cseke L., Megyesi - Tóth Gy., Miculescu. Edző: Garamvölgyi Lajos.
UTA Arad: Tufisi - Panin, Baldovin (Zaha 46.), Demian, Panaitescu - Märginean (Ianu 46.), Chitescu (Luca 70.), Popescu (Drida 82.), Vintila (Pit 81.) - Manta, Njok (Fritea 58.). Edző: Ionut Popa.
| 2002. október 12. |

| UTA Arad                | 2 – 3   | Előre FC Békéscsaba            |
| ----------------------- | ------- | ------------------------------ |
| Manta 65' Mărginean 90' | (0 – 1) | Gavrilović 6' 58' Hoffmann 55' |

| Arad Nézőszám: 1 500 Játékvezető: Popa (román) |

UTA Arad: Tufisi - Baldovin, Zaha, Chioreanu, Bier - Ardelean, Njok, Chitescu, Turcan - Rus (Märginean 46.), Popescu (Manta 46.). Edző: Ionut Popa.
Békéscsabai Előre FC: Fekete R. (Kurucz 46.) - Czipó P. (Valentényi 46.), Grujic, Udvari Sz. (Bujáki 46.) - Szabó S., Szilveszter, Gavrilovic, Bánföldi (Ursz 46.), Megyesi - Hoffmann, Miculescu. Edző: Garamvölgyi Lajos.
| 2002. december 11. |

| Előre FC Békéscsaba      | 2 – 2   | West Petrom Arad     |
| ------------------------ | ------- | -------------------- |
| Megyesi 33' Hoffmann 59' | (1 – 0) | Buhuş 47' Turkán 56' |

| Békéscsaba Nézőszám: 50 Játékvezető: Iványi Zoltán (magyar) |

Előre FC Békéscsaba: Matkó (Tímár J. 46.) - Kovács N., Czipó P., Udvari Sz. (Popol 46.), Ondrejcsik - Szabó S., Megyesi (Juhász P. 78.), Futaki (Kolarovszki 85.), Ursz - Tóth Gy. (Okos 72.), Hoffmann (Jakab 76.). Edző: Garamvölgyi Lajos.
West-Petrom Arad: Potorec - Purda (Cioara 46.; Nodaban 77.), Zaha (Sighete 46.), Jova (Rosu 46.), Anka (Bilia 46.) - Buhus (Strecicov 46.), Tisza R. (Ponta 46.), Ignea (Gligor 46.), Turkán (Pirtea 46.) - Fritea (Szász 46.), Gafita (Solomon 46.). Edző: Tisza Ferenc.

## Külső hivatkozások
Nemzetközi mérkőzések